# Lufengpithecus lufengensis
Lufengpithecus lufengensis é uma espécie do gênero Lufengpithecus. Viveu na Ásia há aproximadamente 8 milhões de anos.